# Federazione calcistica della Spagna
La Reale Federazione Spagnola di Calcio (in spagnolo Real Federación Española de Fútbol, semplicemente RFEF) è l'organismo cui afferisce l'organizzazione, il governo e lo sviluppo del calcio in Spagna. Attualmente è presieduta da Pedro Rocha Junco.
Fu costituita il 14 ottobre 1909 come Federación Española de Clubs de Football, ma fu fondata ufficialmente il 29 settembre 1913. Organizza la Liga e la Coppa del Re oltre alla squadra nazionale. Ha sede a Las Rozas de Madrid, un comune nelle vicinanze della capitale.

## Presidenti
| Presidente                                   | Periodo     |
| -------------------------------------------- | ----------- |
| Francisco García                             | 1913 – 1916 |
| Gabriel Maura                                | 1916 – 1920 |
| David Ormaechea                              | 1921 – 1923 |
| Gabriel Maura                                | 1923 – 1924 |
| Julián Olave                                 | 1924 – 1926 |
| Antonio Bernabéu                             | 1926 – 1927 |
| Pedro Díez de Rivera (Marqués de Someruelos) | 1927 – 1931 |
| Leopoldo García                              | 1931 – 1936 |
| Julián Troncoso                              | 1939 – 1940 |
| Luis Saura                                   | 1940 – 1941 |
| Javier Barroso                               | 1941 – 1946 |
| Jesús Rivero                                 | 1946 – 1947 |
| Armando Muñoz Calero                         | 1947 – 1950 |
| Manuel Valdés                                | 1950 – 1952 |
| Sancho Dávila                                | 1952 – 1954 |
| Juan Touzón                                  | 1954 – 1956 |
| Alfonso de la Fuente                         | 1956 – 1960 |
| Benito Pico                                  | 1960 – 1967 |
| José Luis Costa                              | 1967 – 1970 |
| José Luis Pérez-Payá                         | 1970 – 1975 |
| Pablo Porta                                  | 1975 – 1984 |
| José Luis Roca                               | 1984 – 1988 |
| Ángel María Villar                           | 1988 – 2017 |
| Juan Luis Larrea                             | 2017 – 2018 |
| Luis Rubiales                                | 2018 – 2023 |
| Pedro Rocha Junco                            | 2023 – 2024 |
| Rafael Louzán                                | dal 2024    |

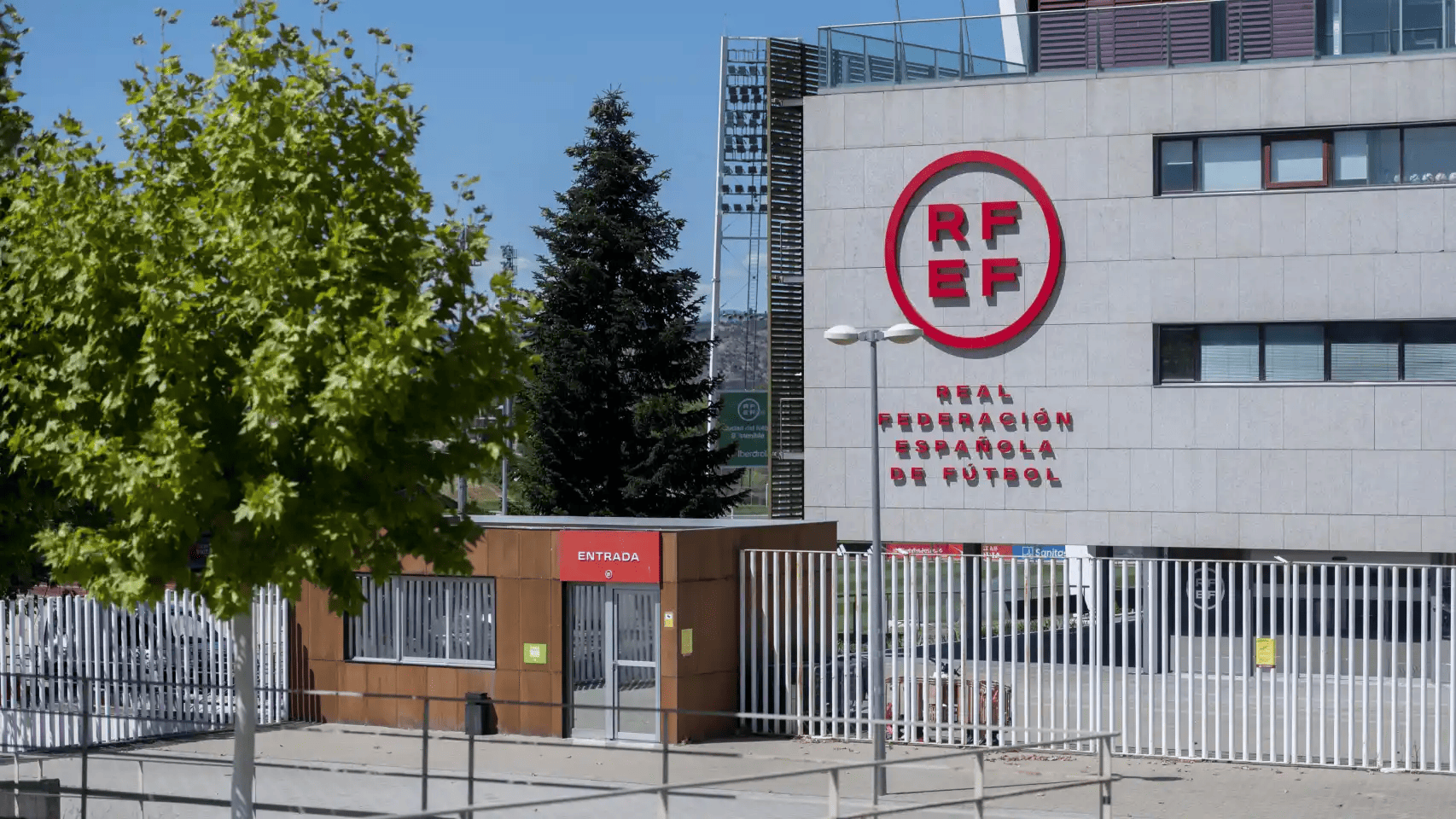
Logo in uso dal 1988 al 2021